# Rue des Aveugles (Strasbourg)
Pour les articles homonymes, voir Rue des Aveugles.
La rue des Aveugles (en alsacien : Blindegässel) est une voie de Strasbourg rattachée administrativement au quartier Gare - Kléber, qui va de la rue du 22-Novembre au no 39 de la Grand'Rue. C'est une zone piétonne.

## Histoire
Au milieu du XIXe siècle, Frédéric Piton décrit ce quartier comme l'un des plus populeux de la ville : « les hautes maisons de trois et quatre étages se pressent l'une à côté de l'autre ; la plupart, vieilles et noires masures, sans cours, sans jardins, logent une population ouvrière ». Les enfants y sont nombreux, tandis que « la population mâle se porte dans les nombreux cabarets et brasseries ».
La rue des Aveugles a d'abord relié la Grand-Rue à celle du Jeu-des-Enfants (Kinderspielgasse). Seule la partie la plus proche de la Grand-Rue a été conservée au moment de la Grande-Percée en 1912. Celle qui donnait sur le Jeu-des-Enfants a été surbâtie.

## Toponymie

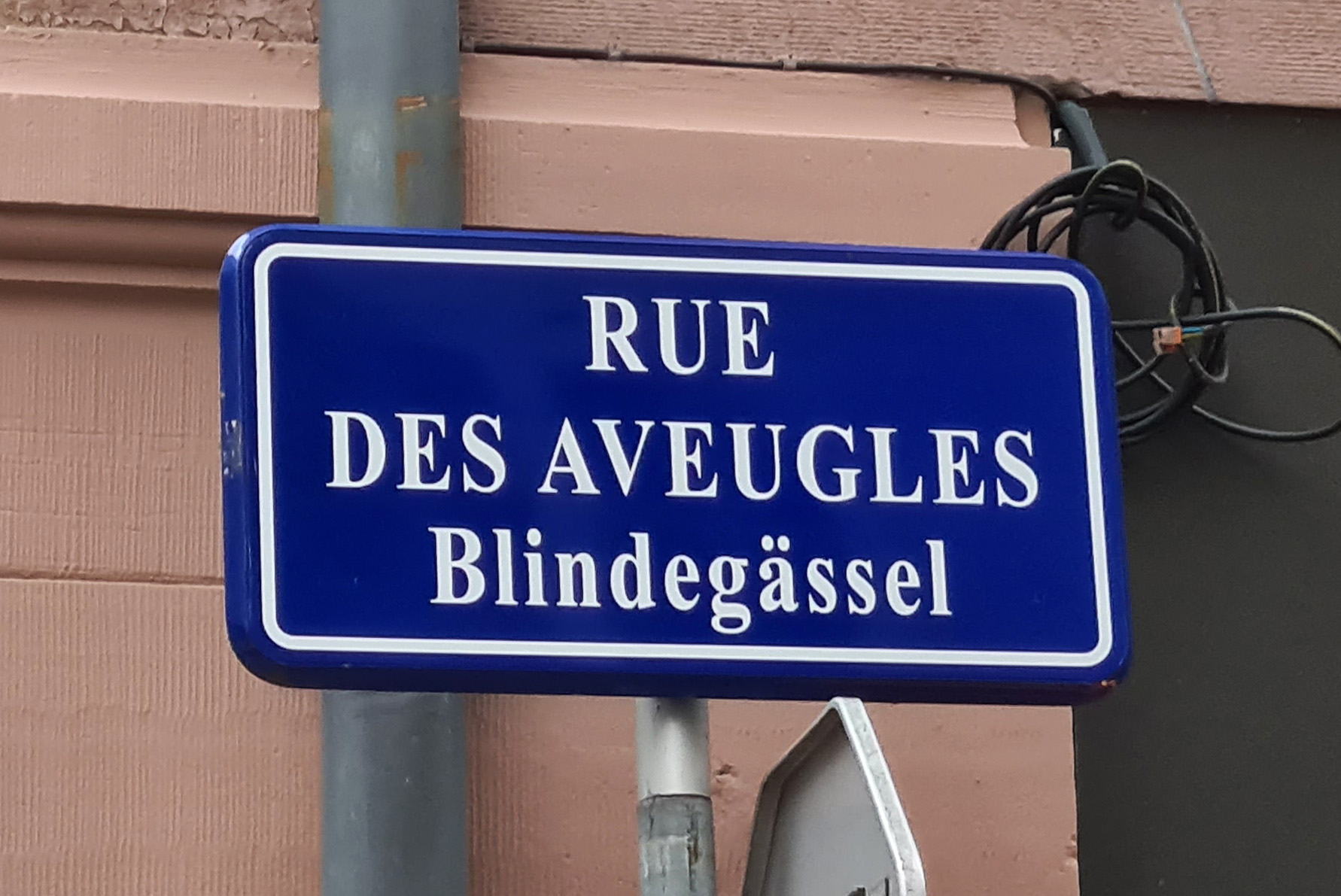
Plaque bilingue, en français et en alsacien.

Elle porte successivement les dénominations suivantes, en latin, en allemand ou en français : Vicus caecorum (1252), Blindengasse (1299), rue de l'Aveugle (1767), Blindenmannsgasse (1787), rue des Aveugles (1792, 1817, 1918), rue des Canonniers (1793), Blindengasse (1872, 1940), puis, à nouveau, rue des Aveugles à partir de 1945.
À partir de 1995, des plaques de rues bilingues, à la fois en français et en alsacien, sont mises en place par la municipalité lorsque les noms de rue traditionnels étaient encore en usage dans le parler strasbourgeois. Le nom de la rue est ainsi sous-titré Blindegässel.

## Bâtiments remarquables
Un immeuble néo-classique du XVIIIe siècle forme l'angle avec le no 39 de la Grand-Rue. 
no 1Attestée au XVIIe siècle, la maison est démolie en 1912, lors de la Grande-Percée.
no 2De l'autre côté, à l'angle du no 41 de la Grand-Rue, cette maison à colombages date du XIXe siècle.
no 2C'est une maison à colombages du XIXe siècle.
no 3Elle est démolie en 1912 lors de la Grande-Percée.
no 4Cette petite maison d'artisan a d'abord porté le no 22 (1784-1857), puis le no 11. Au moment de la Grande-Percée, elle est réunie au no 9, avant de devenir le no 4. Sa reconstruction date de 1911.
no 6Sur la façade de cet immeuble éclectique en brique rouge se trouve la partie haute d'une pompe à eau qui a servi d'enseigne à une entreprise d'installations sanitaires.
no 16Maison d'artisans probablement construite au XVIIe siècle, elle est démolie en 1913 lors de la Grande-Percée.

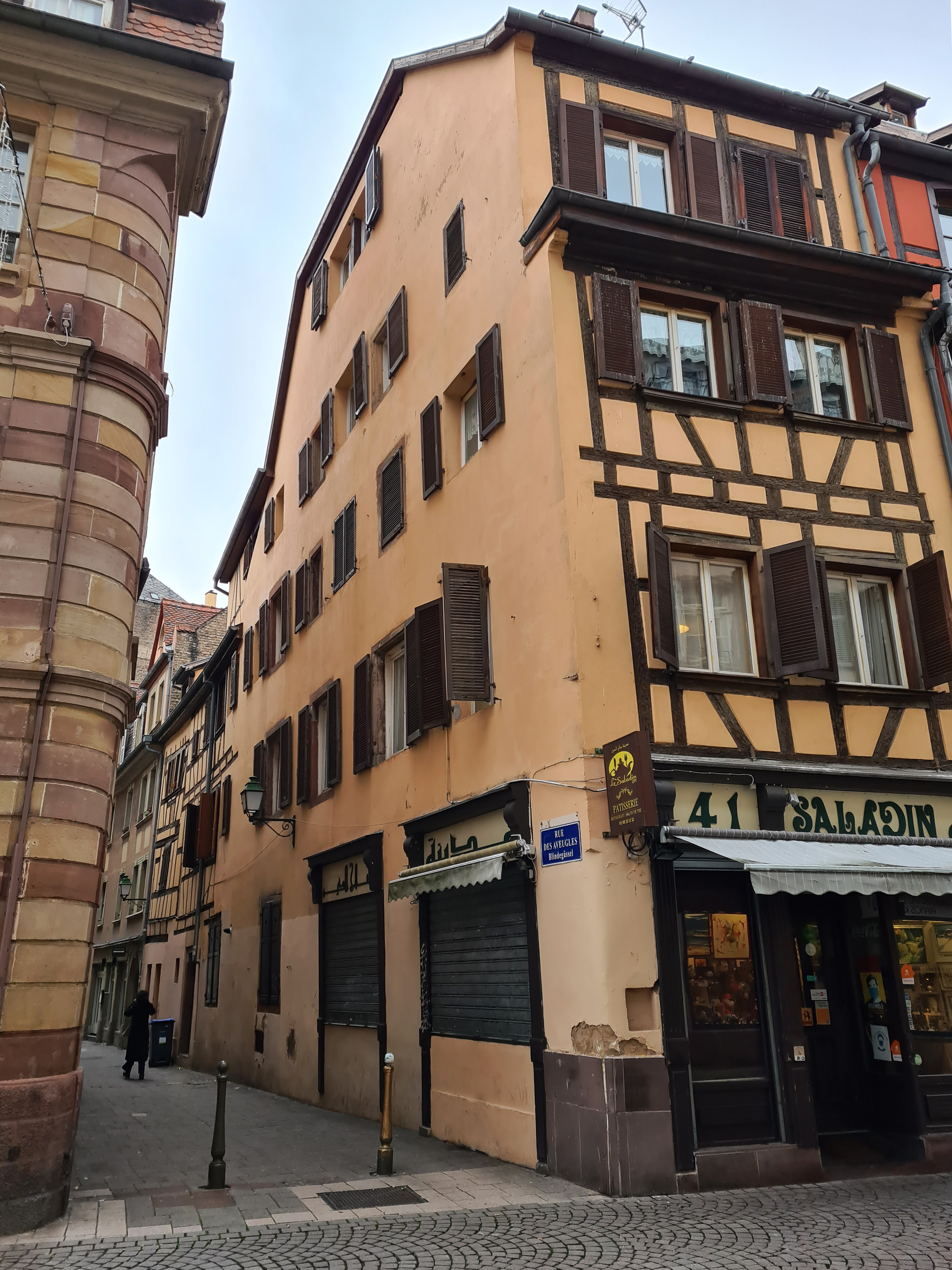
nos 39 et 41 de la Grand-Rue.
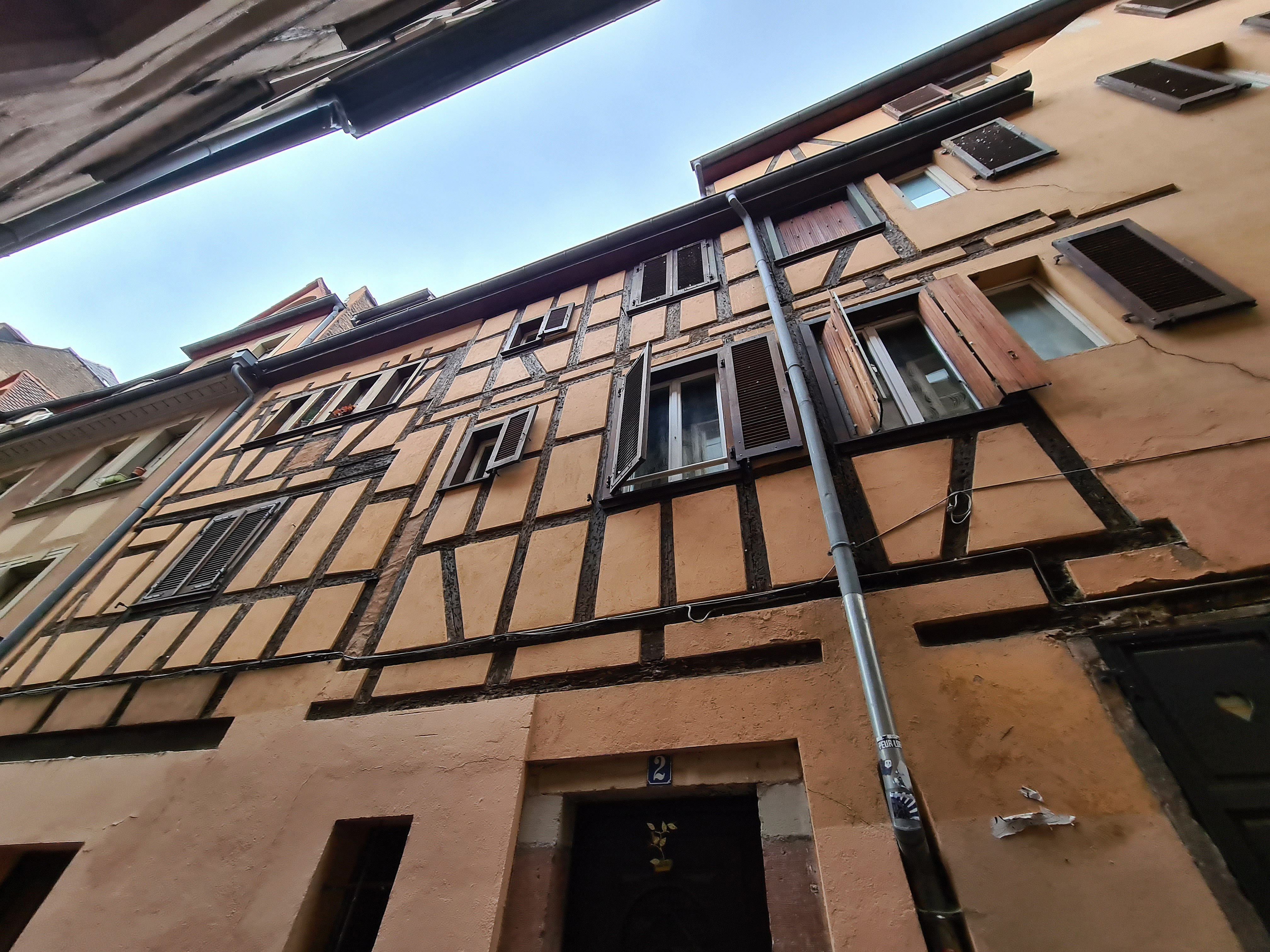
no 2.
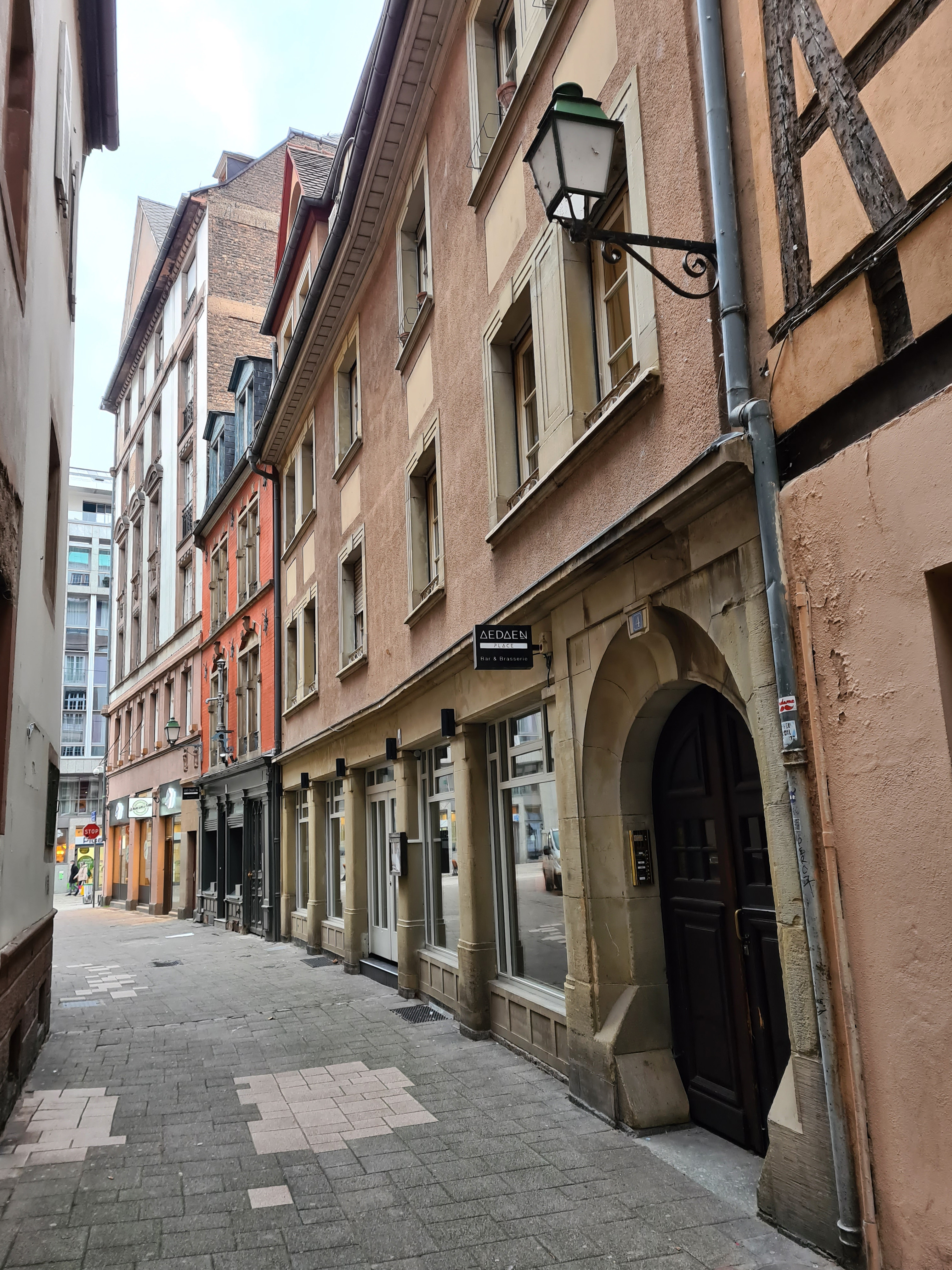
no 4.
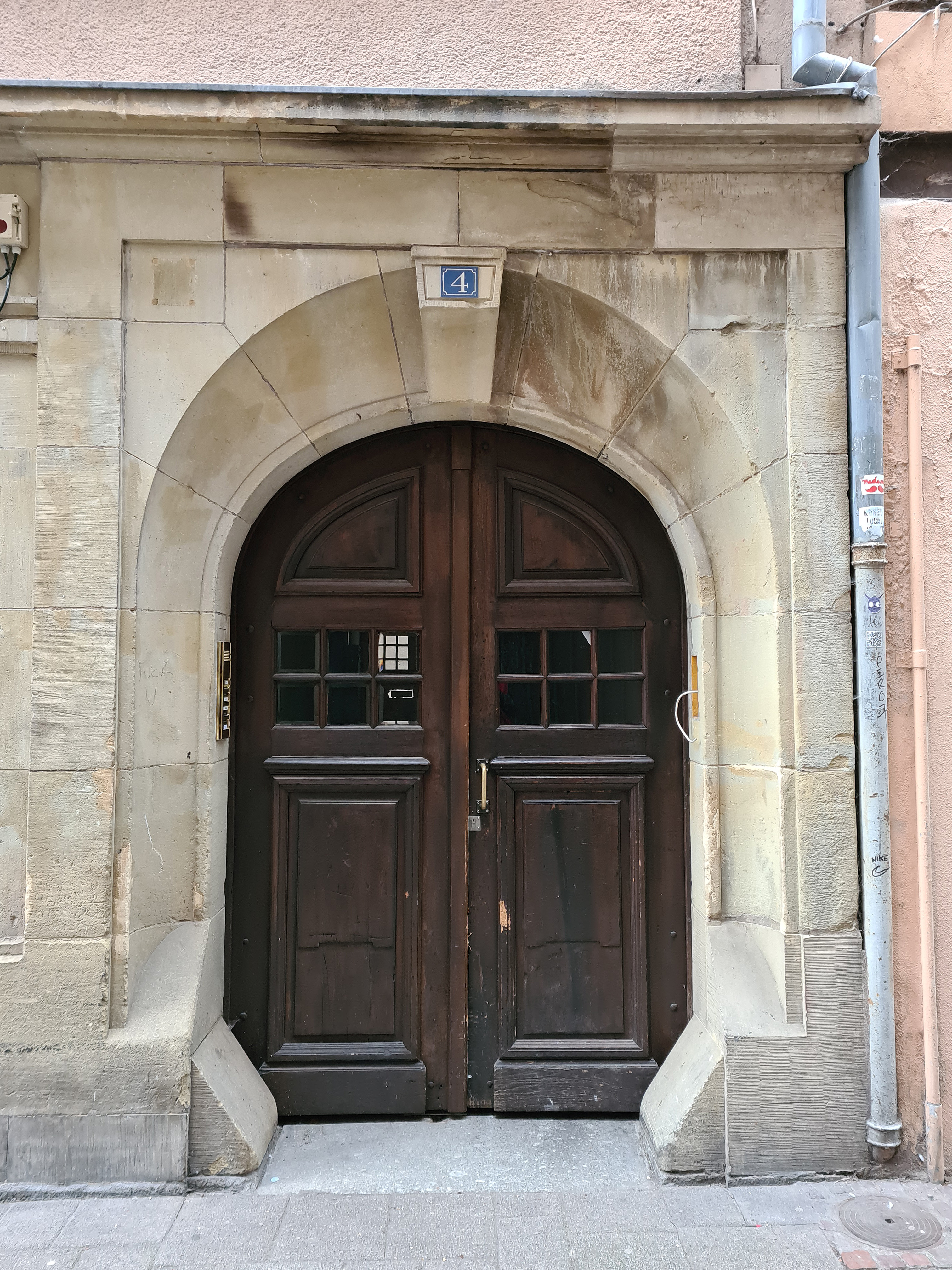
no 4.
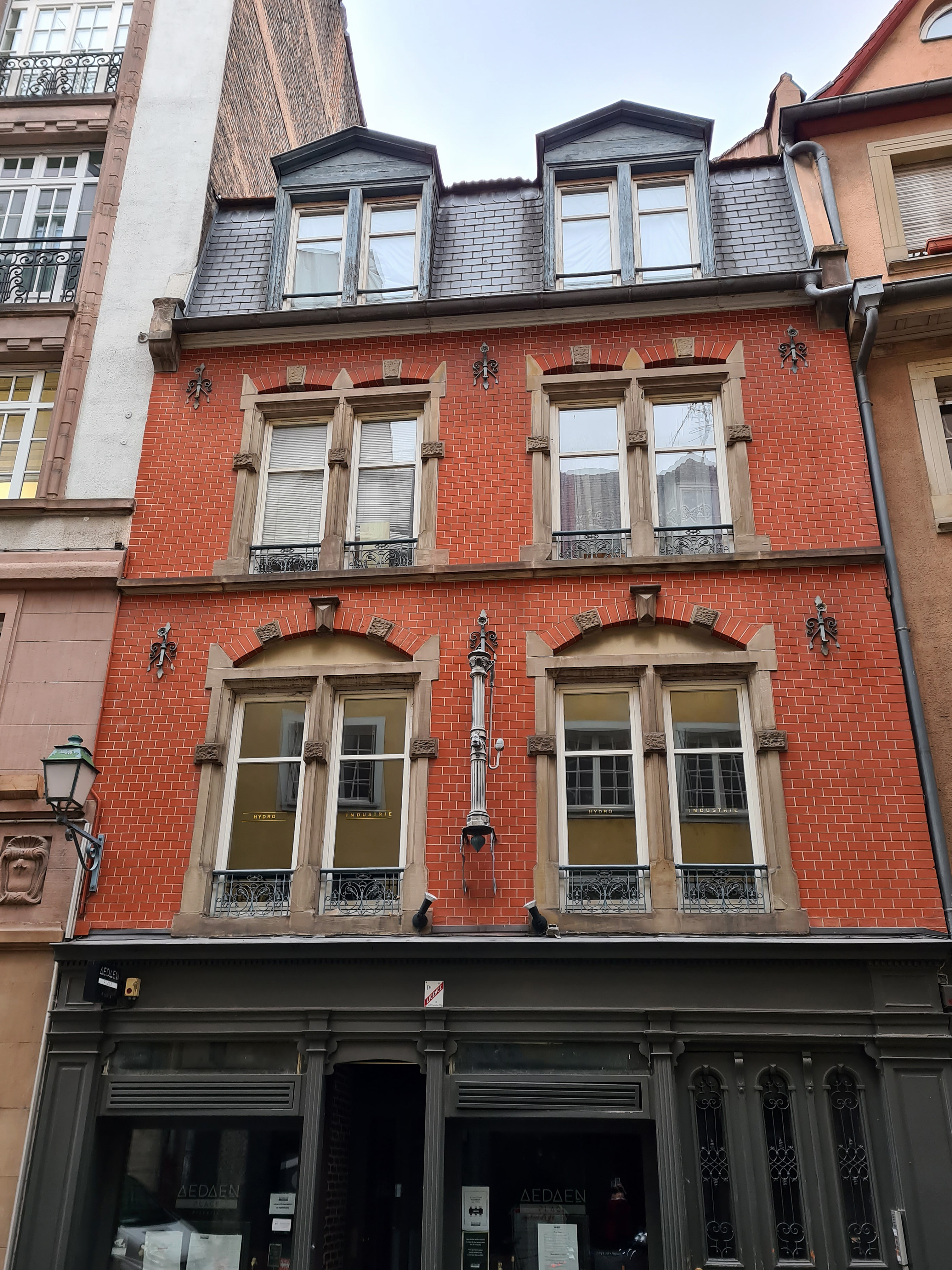
no 6.